# こぎつね座
こぎつね座（こぎつねざ、Vulpecula）は、現代の88星座の1つ。17世紀後半に考案された新しい星座で、キツネがモチーフとされている。こと座のベガ、はくちょう座のデネブ、わし座のアルタイルからなる「夏の大三角」に囲まれるように位置しているが、4等星より明るい星がなく目立たない星座である。

## 主な天体
この星座には4等より明るい星はないが、亜鈴状星雲やコートハンガーなどアマチュア天文家の観測対象となる星雲や星団がある。

### 恒星
2022年4月現在、国際天文学連合 (IAU) によって3個の恒星に固有名が認証されている。
- α星：見かけの明るさ4.45等の赤色巨星で4等星[5]。こぎつね座で最も明るく見える恒星。8番星と見かけの二重星を成している。固有名の「アンセル[6](Anser[4])」は、ラテン語で「ガチョウ」という意味である。
- V星：おうし座RV型変光星。
- CK星：1670年に観測された新星。高輝度赤色新星であったと考えられている。

### 星団・星雲・銀河

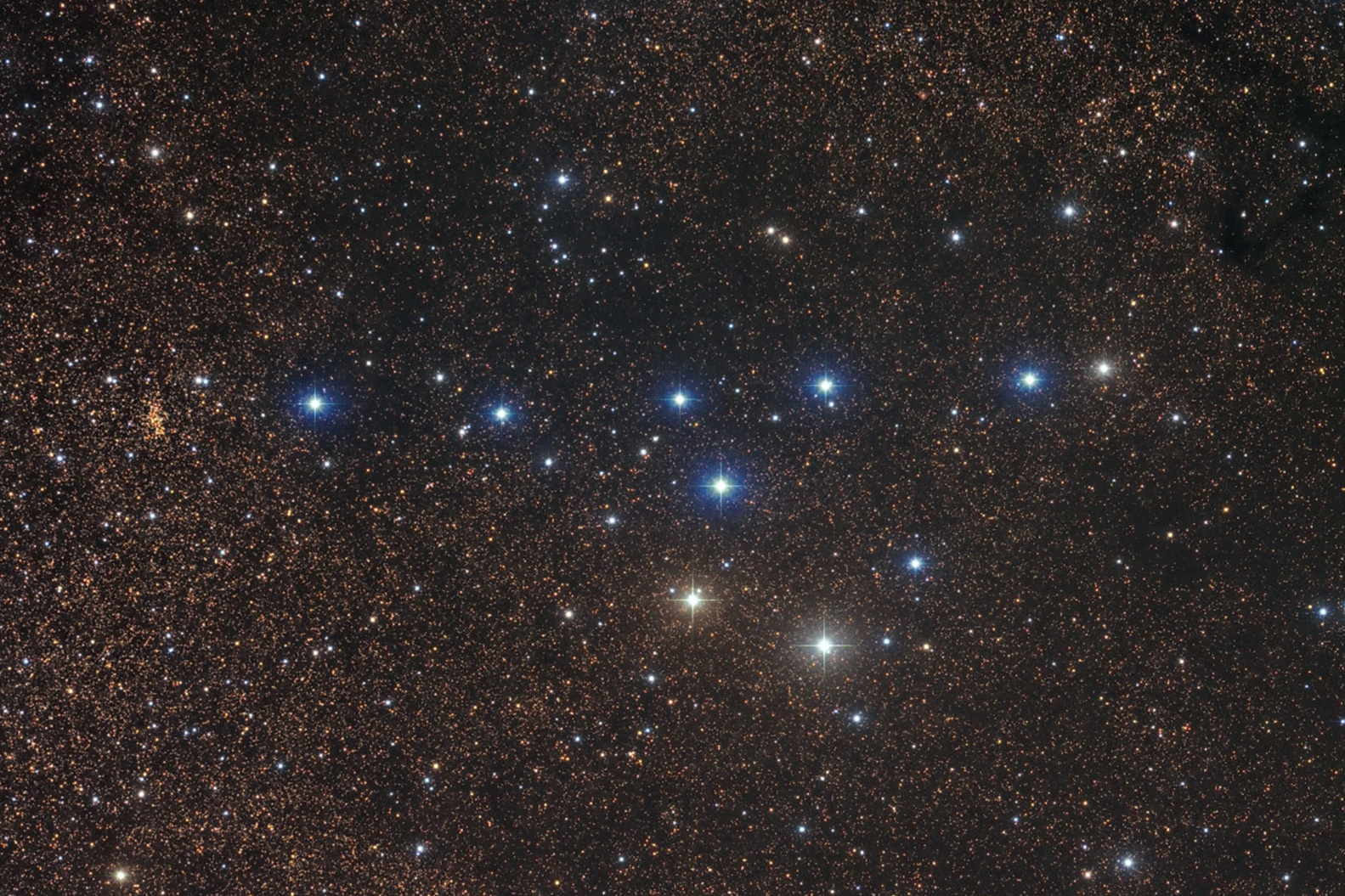
散開星団コートハンガー。

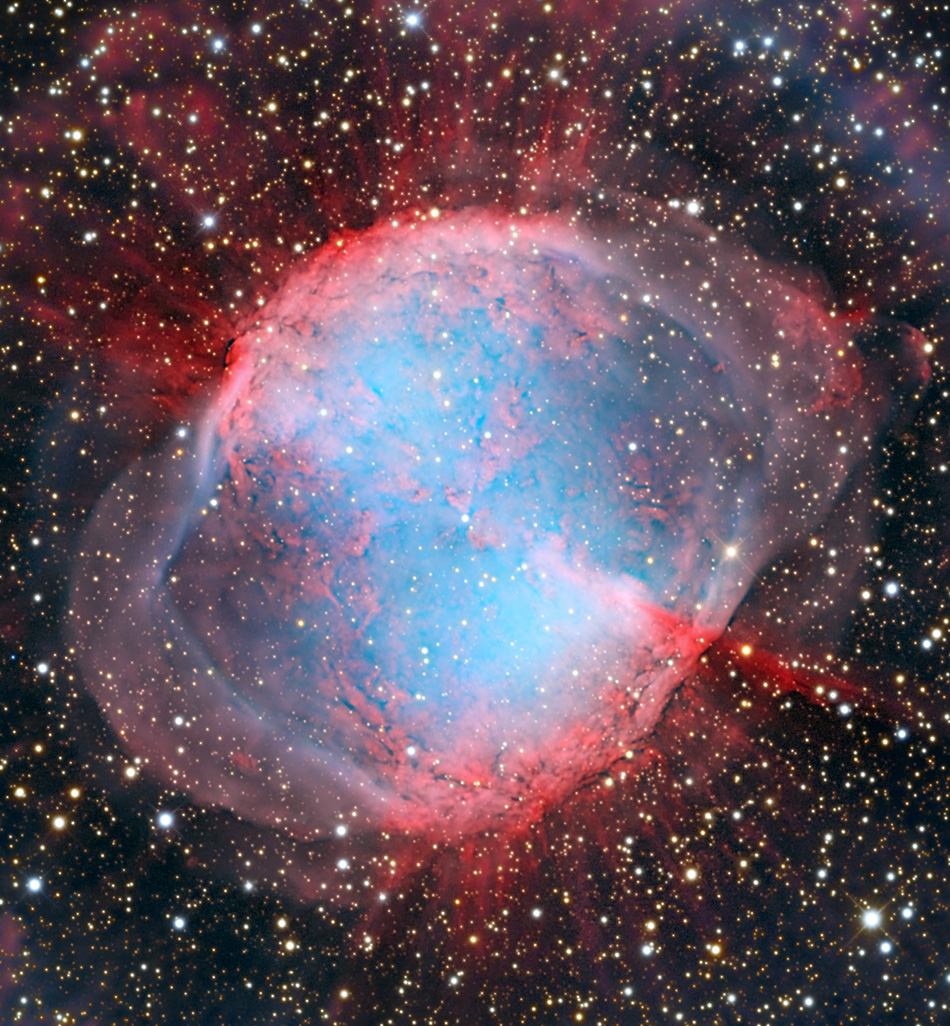
レモン山天文台の32インチ反射望遠鏡で撮影された惑星状星雲M27。

- コリンダー399：や座との境界近くに位置する散開星団。洋服掛けのような形に星が並んでいることから「コートハンガー (Coathanger[7])」や「AL SUFI's Cluster」「Brocchi's Cluster」の別名でも知られる[7]。肉眼でも見ることができる。
- NGC 6885：散開星団。
- M27：「亜鈴状星雲」や「ダンベル星雲」の別名で知られる惑星状星雲。双眼鏡でも満月の4分の1の大きさの楕円形に見える。その名の通りの鉄アレイ状に見るには、大口径の望遠鏡が必要である。

### その他
- PSR B1919+21：1967年に史上初めて発見されたパルサー。アントニー・ヒューイッシュの指導の下でクエーサーを観測していたジョスリン・ベルによって偶然発見された[8]。

## 由来と歴史

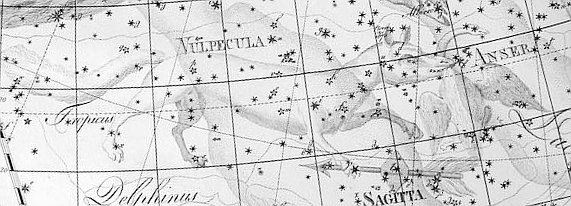
ヨハン・ボーデの『ウラノグラフィア』に描かれた Vulpecula と Anser。

この星座は、17世紀末にポーランドの天文学者ヨハネス・ヘヴェリウスによって考案された。初出は、ヘヴェリウスの死後の1690年に妻Catherina Elisabetha Koopman Hevelius によって刊行された著書『Prodromus Astronomiae』に収められた星図『Firmamentum Sobiescianum』と1687年の日付が残る星表『Catalogus Stellarum』である。ただし、『Firmamentum Sobiescianum』ではAnser（ガチョウ）と Vulpecula（キツネ）という2つの独立した星座として扱われたが、『Catalogus Stellarum』では Vulpecula cum Ansere（ガチョウをくわえたキツネ）という1つの星座とされるなど、星座とその名称に混乱が見られた。
1729年に刊行されたジョン・フラムスティードの星図『Atlas Coelestis』では Vulpec & Anser とされた。1845年にフランシス・ベイリーが刊行した『British Association Catalogue』では、最輝星にギリシア文字のαが振られ、星座名は短縮されて Vulpecula とされた。
1922年5月にローマで開催されたIAUの設立総会で現行の88星座が定められた際にそのうちの1つとして選定され、星座名は Vulpecula、略称は Vul と正式に定められた。新しい星座のため星座にまつわる神話や伝承はない。

## 呼称と方言
日本では、1879年（明治12年）にノーマン・ロッキャーの著書『Elements of Astronomy』を訳した『洛氏天文学』が刊行された際に「ウェルペキュラエトアンセル」と紹介された。その後明治末期には「小狐」という訳語が充てられていたことが、1910年（明治43年）2月刊行の日本天文学会の会報『天文月報』第2巻11号に掲載された「星座名」という記事でうかがい知ることができる。この訳名は、1925年（大正14年）に初版が刊行された『理科年表』にも「小狐（こきつね）」として引き継がれ、1943年（昭和18年）刊行の第19冊まで継続して使われた。1944年（昭和19年）に天文学用語が改訂されると、その際に読みが「こぎつね」と改められた。そして、戦後の1952年（昭和27年）7月に日本天文学会が「星座名はひらがなまたはカタカナで表記する」とした際に、Vulpecula の日本語の学名は「こぎつね」と定まり、これ以降は「こぎつね」という学名が継続して用いられている。
1928年（昭和3年）に天文同好会の編集により新光社から刊行された『天文年鑑』の第1号では「きつね」という呼称が使われた。天文年鑑の編集に携わった天文同好会の山本一清は「最も妥当だと信ずる星座の名の一覧表」でも Vulpecula に対応する訳名を「きつね」としている。また、1931年（昭和6年）3月に刊行された『天文年鑑』第4号では、星座名は Vulpecula cum Ansere、訳名は「小狐と鵞鳥」とされた。以降、天文年鑑ではこの星座名と訳名が継続して用いられた。